# Debden (stanice metra v Londýně)
Debden je stanice metra v Londýně, otevřená 24. dubna 1865. Autobusové spojení zajišťuje linka 541 a 542. Stanice se nachází v přepravní zóně 6 a leží na lince:
- Central Line mezi stanicemi Loughton a Theydon Bois.

| Rok  | Počet cestujících |
| ---- | ----------------- |
| 2011 | 2,12 mil.         |
| 2012 | 2,20 mil.         |
| 2013 | 2,30 mil.         |
| 2014 | 2,48 mil.         |